# Gagnepainia godefroyi
Gagnepainia godefroyi är en enhjärtbladig växtart som först beskrevs av Henri Ernest Baillon och fick sitt nu gällande namn av Karl Moritz Schumann. 
Gagnepainia godefroyi ingår i släktet Gagnepainia och familjen Zingiberaceae. Inga underarter finns listade i Catalogue of Life.